# Die Schwerkraft der Verhältnisse
Die Schwerkraft der Verhältnisse ist der erste veröffentlichte Roman der österreichischen Schriftstellerin Marianne Fritz, erschienen 1978 im S. Fischer Verlag. Der anachronisch erzählte Roman handelt von der Kindsmörderin Berta Schrei, die in einer psychiatrischen Klinik von ihrem Ex-Mann Wilhelm und dessen Frau Wilhelmine, fünf Jahre nach dem Mord an ihrer Tochter und ihrem Sohn, zum ersten Mal besucht wird.
Im Erscheinungsjahr wurde der Roman mit dem Robert-Walser-Preis ausgezeichnet.

## Inhalt
An ihrem 40. Geburtstag, dem 13. Jänner 1963, wird Berta Schrei von ihrem Ex-Mann Wilhelm Schrei und seiner Frau Wilhelmine in ihrem Krankenzimmer in der kirchlichen Heilanstalt „die Festung“ in der fiktiven Stadt Donaublau besucht. Nachdem sie 1958 ihre beiden Kinder Rudolf und Klein-Berta im Alter von 13 und 8 Jahren erst mit Schlafmitteln betäubt und anschließend erwürgt hat, lebt Berta in der Anstalt und spricht nicht mehr. Auf den Doppelmord folgte ein gescheiterter Suizidversuch Bertas mit einem Küchenmesser.
Ihren Sohn zeugt Berta gemeinsam mit dem Musiklehrer und Obergefreiten Rudolf, einem Freund Wilhelms, in dessen Fronturlaub. Rudolf muss an der Seite Wilhelms wider Willen im Zweiten Weltkrieg kämpfen. An der Front bittet Rudolf Wilhelm darum, sich um Berta und das noch ungeborene Kind zu kümmern, sollte er den Krieg nicht überleben. Rudolf wird schließlich tödlich verletzt, wohingegen Wilhelm heimkehrt und fortan wie versprochen für Berta sorgt. Der Sohn wird im Jahr 1945 geboren. Wilhelm und Berta heiraten gleich nach Kriegsende. Ihre gemeinsame Tochter Klein-Berta kommt 1950 zur Welt.
Wilhelm, der fortan als Chauffeur arbeitet, tritt 1958 eine mehrwöchige Dienstreise nach Felsenstein an. Während seiner Abwesenheit verweigern die Kinder, die beide eine Lernschwäche haben, in die Schule zu gehen, wogegen Berta keine Einwände erhebt. Sie zieht sich immer mehr in sich selbst zurück, hat Schlafprobleme und Albträume. Ihre Kinder sind ihr gegenüber feindselig gestimmt. Telefoniert Berta mit Wilhelm, teilt sie ihm ihre Sorgen und Probleme nicht mit. Seine Dienstreise wird mehrmals verlängert.
Kurz vor dem Mord sieht Berta eine Ähnlichkeit zwischen ihrer schlafenden Tochter und dem Madonnenbild in ihrem Schlafzimmer und denkt: „Wenn Berta immer so schliefe, sähe sie für immer wie unsere Madonna aus“. Der Mord an den beiden Kindern und der Suizidversuch folgen. Als Wilhelm nach Hause zurückkehrt, findet er eine Notiz Bertas, auf der steht: „Ich habe meine mißlungene Schöpfung beendet. Deine Dich liebende Berta“.

## Form und Sprache
Der Roman ist in der dritten Person geschrieben und wird nicht geradlinig, sondern mit zeitlichen Brüchen erzählt. Die 41 kurzen Kapitel springen unregelmäßig zwischen den Jahren 1945 und 1963 hin und her.
Der Sprachstil wurde als ungewöhnlich und von einer gewissen Künstlichkeit geprägt beschrieben. Die Schreibweise ist nicht flüssig, sondern stockend und kurzatmig. Die Erzählerin hält stets eine Distanz zum Stoff und vermeidet es, Emotionen beim Lesepublikum zu wecken. Durch diese Stilmittel entsteht eine Unruhe im Text, die die innere Unruhe der Protagonistin widerspiegelt.
Fritz verwendet häufig Austriazismen, legt den in einer österreichischen Kleinstadt lebenden Figuren allerdings auch standarddeutsche Ausdrücke in den Mund, die in der gesprochenen Sprache in Österreich kaum Gebrauch finden. Diese sprachlichen Widersprüche tragen ebenfalls zur Künstlichkeit und Distanziertheit der Sprache bei.

## Einordnung in das Werk der Autorin

### DerFestungszyklus
Die Schwerkraft der Verhältnisse ist das erste erschienene Werk im Romanzyklus Die Festung von Marianne Fritz. Die Bücher folgen unterschiedlichen Figuren in verschiedenen Zeiten, fügen sich aber einem Gesamtzusammenhang. Der erste Roman behandelt die 1960er Jahre, während die nächsten Werke immer weiter in der Geschichte zurückführen. Grob umfasst der insgesamt mehrere tausend Seiten zählende Festungszyklus die österreichische Geschichte vom Ende der Monarchie bis zur Gegenwart, wobei die Ereignisse im letzten vervollständigten Werk Naturgemäß II zeitlich bis ins 15. Jahrhundert zurückreichen und wichtige Teile der Handlung im Schuljahr 1872/73 stattfinden.
Die Schwerkraft der Verhältnisse hebt sich vor allem durch die Kürze und die Einfachheit der Sprache von den darauffolgenden Werken ab. Der Roman hat nur knapp über 100 Seiten. Die späteren Romane umfassen jeweils tausende Seiten und wurden aufgrund ihrer schweren Lesbarkeit mit Werken wie Finnegans Wake von James Joyce verglichen. Fritz bricht in ihrem späteren Werk radikal mit den Regeln der deutschen Grammatik. Die letzten beiden Romane Naturgemäß I (1996) und Naturgemäß II (1998) konnten wegen der beinhalteten Karten und Grafiken nur als Faksimile gedruckt werden. Naturgemäß gilt als komplexester und rätselhaftester Werkabschnitt des Festungszyklus.

### Bedeutung der „Festung“
In Die Schwerkraft der Verhältnisse ist „Die Festung“ der Name der Nervenheilanstalt in der Stadt Donaublau, in der sich die Protagonistin aufhält. In dem 550-seitigen Roman Das Kind der Gewalt und die Sterne der Romani (1980), der im Jahr 1921 spielt, sowie im 3400-seitigen, stilistisch bereits experimentelleren Dessen Sprache du nicht verstehst (1985/86), zeitlich um 1900 angesiedelt, behält die „Festung“ diese Funktion bei.
In den Werken Naturgemäß I und Naturgemäß II, die zusammen 3700 Seiten umfassen, wird die „Festung“ zur Kriegsfestung Przemyśl. Naturgemäß III bleibt unvollendet.

## Rezeption

### Rezeption bei Erscheinen
Dem Manuskript des Romans wurde schon vor der Erstveröffentlichung im S. Fischer Verlag 1978 der in diesem Jahr erstmals verliehene Robert-Walser-Preis zugesprochen – die damals höchstdotierte Ehrung für ein literarisches Debütwerk.
Die Rezensionen des Romans fielen weitgehend positiv aus. Marianne Fritz wurde als vielversprechende Neuentdeckung der österreichischen Literaturszene und Sensationsautorin gepriesen. Sie wurde dezidiert von anderen jungen Debütautorinnen abgehoben, da sie im Vergleich zu diesen, die meist nur alleinstehende Romane veröffentlichten, bereits an ihrem groß angelegten Prosaprojekt Die Festung arbeitete. Die Schwerkraft der Verhältnisse wurde als gelungener Einstieg in den literarischen Kosmos der Autorin gelobt. Dieser in den Rezensionen vielfach angesprochene literarische Kosmos wurde etwa mit den Werken Heimito von Doderers oder William Faulkners verglichen.
Aufgrund von Fritz’ Schreibstil und ihrer Fähigkeit, trotz tragischer Inhalte kein Mitleid bei den Lesenden auszulösen, wurden Parallelen zu Georg Büchner gezogen und die Protagonistin Berta Schrei mit dessen Figur Woyzeck verglichen. Außerdem wurde ihre Sprache unter anderem mit der von Thomas Bernhards Amras verglichen. Die Kritiken waren sich allerdings einig, dass Fritz nicht nachzuahmen versucht, sondern einen ganz eigenen und sehr positiv aufgenommenen Schreibstil etabliert hat.

### Adaptionen
- 2012 veröffentlichte die österreichische Künstlerin Magdalena Steiner einen Comic-Zyklus in der Wiener Straßenzeitung Augustin auf Grundlage des Romans.[18]
- 2021 wurde der Roman fürs Theater adaptiert und am 18. Dezember 2021 unter der Regie von Bastian Kraft am Wiener Akademietheater uraufgeführt. Katharina Lorenz verkörperte die Rolle der Berta. Markus Meyer trat als Wilhelm, Stefanie Dvorak als Wilhelmine und Nils Strunk als Rudolf auf.[19]

### Textausgaben
- Marianne Fritz: Die Schwerkraft der Verhältnisse. S. Fischer Verlag, Frankfurt/M. 1978, ISBN 3-596-22304-0.
- Marianne Fritz: Die Schwerkraft der Verhältnisse. Neuauflage mit einem Nachwort von Daniela Strigl, Berlin: Suhrkamp 2023 (Bibliothek Suhrkamp Bd. 1537), ISBN 978-3-518-22537-0.

### Fremdsprachige Ausgaben
- Marianne Fritz: Bleckmadonnan. Aus dem Deutschen von Hans Levander. Forum, Stockholm 1981, ISBN 91-37-07824-0.

- Marianne Fritz: The Weight of Things. Aus dem Deutschen von Adrian Nathan West. Dorothy, a publishing project, St. Louis 2015, ISBN 978-0-9897607-7-5.

- Marianne Fritz: La gravedad de las circunstancias. Aus dem Deutschen von Juan de Sola. Alpha Decay, Barcelona 2016, ISBN 978-84-944896-3-1.

- Marianne Fritz: The Weight of Things. Aus dem Deutschen von Adrian Nathan West. Verso, London 2017, ISBN 978-1-78663-296-8.

- Marianne Fritz: Il peso delle cose. Aus dem Deutschen von Giovanna Agabio. Safarà, Pordenone 2021, ISBN 978-88-32107-57-9.

### Sekundärliteratur
- Klaus Kastberger: Vom Eigensinn des Schreibens: Produktionsweisen moderner österreichischer Literatur. Sonderzahl, Wien 2007, ISBN 978-3-85449-269-6, S. 308–358.
- Friedhelm Rathjen: Durch dick und dünn: Über Marianne Fritz, Gertrude Stein, Arno Schmidt, António Lobo Antunes und andere Autoren von Gewicht. Edition Rejoyce, Scheeßel 2006, ISBN 3-00-018816-9.